# Сматов, Нуржигит Нурсавитулы
Нуржигит Нурсавитулы Сматов (каз. Нұржігіт Нұрсәбитұлы Сматов; 11 июля 1996, Алма-Ата, Казахстан) — казахстанский футболист, полузащитник.

## Клубная карьера
Воспитанник алматинского футбола. Футбольную карьеру начинал в 2016 году в составе клуба «Кайрат U-21» во второй лиге.
Летом 2017 года на правах аренды перешёл в «Шахтёр-Булат».
В июле 2018 года перешёл в «Иртыш» Павлодар.
В 2020 году играл за «Жетысу Б».
В январе 2021 года подписал контракт с казахстанским клубом «Туран». 28 июня 2021 года в матче против клуба «Каспий» дебютировал в казахстанской Премьер-лиге (0:0), выйдя на замену на 76-й минуте вместо Мардана Толебека. 8 августа 2021 года в матче против клуба «Каспий» дебютировал в кубке Казахстана (0:1).
В марте 2022 года перешёл в казахстанский клуб «Мактаарал».

## Достижения
«Кайрат U-21»
- Серебряный призёр Второй лиги Казахстана: 2016

## Клубная статистика
| Игровая карьера | Игровая карьера | Игровая карьера | Лига | Лига | Кубок | Кубок | Межд. | Межд. | Др. | Др. |
| --------------- | --------------- | --------------- | ---- | ---- | ----- | ----- | ----- | ----- | --- | --- |
| 2018            | Иртыш           | А               | —    | —    | —     | —     | —     | —     | —   | —   |
| 2018            | Иртыш U-21      | В               | 3    | 0    | —     | —     | —     | —     | —   | —   |
| 2019            | Иртыш           | А               | —    | —    | —     | —     | —     | —     | —   | —   |
| 2019            | Иртыш U-21      | В               | 5    | 0    | —     | —     | —     | —     | —   | —   |
| 2020            | Жетысу Б        | Б               | 3    | 0    | —     | —     | —     | —     | —   | —   |
| 2021            | Туран           | А               | 1    | 0    | 1     | 0     | —     | —     | —   | —   |
| 2021            | Туран-М         | В               | 1    | 0    | —     | —     | —     | —     | —   | —   |
| 2022            | Мактаарал       | А               | 0    | 0    | —     | —     | —     | —     | —   | —   |